# Пиринговое обучение
Пиринговое обучение (peer learning или peer-to-peer learning) — метод образования, основанный на самостоятельной, парной или групповой работе студентов, которые помогают друг другу в обучении. В этом методе опытный студент помогает менее опытным студентам усвоить материал, а также даёт обратную связь и знания. Принцип активного обучения в пиринговом методе обеспечивается за счет следующих способов взаимодействия между учащимися: консультирование, наставничество и объяснение друг другу.

## Теории
Предлагается множество теорий относительно вопроса о том, каким образом обучение сверстников должно приводить к положительным результатам:
Теория Келли о лидере общественного мнения
Популярная теория лидеров общественного мнения[9] предполагает параллель между обучением сверстников и маркетингом коммерческих продуктов. Преподаватели—сверстники воспринимаются как лидеры общественного мнения - их уважают и ими восхищаются другие члены сообщества. Эти лидеры общественного мнения придерживаются определенного образа жизни (например, безопасного секса, отказа от курения и т.д.), и их сверстники хотят им подражать.
Критическое мышление
Кэмпбелл утверждает, что образование сверстников должно способствовать развитию критического мышления, о котором говорил Пауло Фрейре. Это означает, что сверстники используют процесс взаимного обучения для критического обсуждения своих обстоятельств, особенно социальных факторов, влияющих на их здоровье. Критическое осмысление этих сил - первый шаг к борьбе с ними. Так, например, если местные нормы, касающиеся сексуальности и гендера, ставят под угрозу здоровье людей, этот подход утверждает, что коллеги должны критически обсудить эти нормы, чтобы затем они могли коллективно стремиться к установлению новых, более благоприятных для здоровья норм.
Теория социального обучения
Основываясь на работе Бандуры и его коллег, теория социального обучения утверждает, что моделирование является важным компонентом процесса обучения. В самом элементарном смысле люди наблюдают за происходящим поведением, а затем продолжают перенимать аналогичное поведение. Участникам требуется возможность попрактиковаться в моделируемом поведении и положительном подкреплении, если они хотят, чтобы оно было успешно применено.
Теория дифференциальных ассоциаций
Основанная на работах Сазерленда и Кресси, теория дифференциальных ассоциаций была применена к изучению преступности. Преступление - это не результат биологических или психологических расстройств, а усвоенное поведение. Это обучение происходит в социальных ситуациях путем общения с теми, кто может обучить необходимым навыкам и техникам. С помощью этой теории можно понять, что сверстники могут оказывать большое влияние как на позитивное, так и на негативное поведение. Молодые люди могут перенять друг у друга как хорошие, так и плохие привычки. В теории дифференциальных ассоциаций простое общение с другими людьми дает возможность для обучения. Если теория социального обучения по сути своей психологична, то теория дифференциальных ассоциаций по сути своей социологична.
Теория ролей
Сарбин утверждает, что преподаватели-сверстники адаптируются к ролевым ожиданиям наставника и ведут себя соответствующим образом. Более того, принимая на себя определенную роль, люди развивают более глубокое понимание и приверженность ей. Потенциал заключается в том, что преподаватели-сверстники могут развить в себе более сильную приверженность и более глубокое понимание актуальности темы здравоохранения. Теория ролей также основана на предпосылке, что общение может быть заблокировано различиями в культуре между учителем и учеником. Таким образом, преподаватели-сверстники, обладающие схожим набором опыта и культуры, вероятно, будут более эффективны в продвижении обучения.
Теория коммуникации инноваций
Теория коммуникации инноваций, разработанная Роджерсом и Шумейкером, объясняет, как инновации внедряются сообществами и какие факторы влияют на скорость внедрения. Эти факторы включают характеристики тех, кто внедряет инновации, природу социальной системы, характеристики инноваций и характеристики агентов изменений. Роджерс и Шумейкер утверждают, что все инновации внедряются по сходной схеме, причем одна группа людей — новаторы — немедленно их внедряют. Затем идут ранние последователи, раннее большинство, позднее большинство и, наконец, отстающие, включая тех, кто никогда не внедряет инновации. В этой теории ключевые люди влияют на лидеров общественного мнения внутри сообщества. Агентов перемен можно рассматривать как медицинских работников, в то время как лидеры общественного мнения соотносятся с преподавателями-сверстниками. Роджерс и Шумейкер утверждают, что эффективная коммуникация происходит тогда, когда источник и получатель гомофильны, то есть схожи по определенным признакам. К ним относятся убеждения, ценности, образование и социальный статус. Это наводит на мысль, что сверстники общаются лучше, чем те, кто неравноправен или отличается от других.

## Область применения
Благодаря гибкости и высокой адаптивности метода, сфера его применения очень широкая. Метод может использоваться в различных образовательных курсах, от школьного до высшего образования. Также он может применяться в медицине, юриспруденции и других профессиональных областях.